# مملكة الفرنجة الشرقية
فرنجة الشرقية (باللاتينية: Francia Orientalis) أو مملكة الفرنجة الشرقية (Regnum Francorum Orientalium) كانت سَلَف الإمبراطورية الرومانية المقدسة. وكانت قد خلفت إمبراطورية شارلمان، حُكِمت من قبل السلالة الكارولنجية حتى عام 911. أقيمت المملكة من خلال معاهدة فيردان (843) التي قسّمت الإمبراطورية السابقة إلى ثلاث ممالك.
«تعزّز التقسيم الشرقي-الغربي -الذي فرضه الانشقاق اللغوي بين اللاتينية والألمانية- بصورة تدريجية لإقامة ممالك منفصلة»، وأصبحت فرنجة الشرقية مملكة ألمانيا وفرنجة الغربية مملكة فرنسا.

## تاريخ
في أغسطس من عام 843، وبعد ثلاث سنوات من حربٍ أهلية عقبت وفاة الإمبراطور لويس الورع في 20 يونيو من عام 840، وُقِّعت معاهدة فيردان من قبل أبنائه وورثته الثلاثة. استند تقسيم الأراضي إلى حد كبير إلى أنهار المير وسخلدة وساون والرون. في حين احتفظ الابن الأكبر لوثر الأول باللقب الإمبراطوري وبمملكة فرنجة الوسطى، حصل شارل الأصلع على فرنجة الغربية وحصل لودفيش الجرماني على القسم الشرقي من معظم الأراضي التي تتحدث الألمانية مثل دوقية ساكسوني وأستراسيا وألمانيا ودوقية بافاريا ومارش كارينثيا.
تصِف حوْليات فولدنسيس الفرنجية الشرقية المعاصرة أن المملكة قُسِّمت «إلى ثلاثة» وقام لودفيش «بتوّلي سلطة الجزء الشرقي». وتصف حوْليات بيرتانياني الفرنجية الغربية امتداد أراضي لودفيش: «عند تحديد الحصص، حصل لودفيش على جميع الأراضي وراء نهر الراين، وعلى جانب الراين حصل أيضًا على مدن سبيير فورمز وماينز مع مقاطعاتها». ذهبت مملكة فرنجة الغربية لشارل الأصلع الأخ الأصغر غير الشقيق للودفيش ومُنِحت مملكة فرنجة الوسطى الواقعة بين ممالكهم، والتي شملت إيطاليا، لأخيهم الأكبر، الإمبراطور لوثر الأول.
في حين احتوت فرنجة الشرقية على ثلث المراكز الفرنجية التقليدية من أستراسيا، تألّفت البقية بشكل أساسي من أراضٍ ضُمّت إلى الإمبراطورية الفرنجية بين القرنين الخامس والثامن. شملت هذه دوقيات ألمانيا وبافاريا وساكسوني وثورينغيا، وشملت أيضًا التخوم الشمالية والشرقية مع الدانماركيين والسلافيين. كتب المؤرخ المعاصر ريجينو بروم أن «شعوبًا مختلفة» من فرنجا الشرقية، بشكل خاص المتحدثة للألمانية والسلافية، يمكن «تمييزها عن بعضها من خلال العرق والعادات واللغة والقوانين».
في عام 869 قُسِّمت لوثارينغيا بين فرنجة الشرقية والغربية ضمن معاهدة ميرسين. آلت فرنجة الوسطى قصيرة الأجل إلى أن تكون مسرح الحروب الفرنسية الألمانية حتى القرن العشرين.
وُحِّدت جميع الأراضي الفرنجية لفترة وجيزة من قبل شارل البدين، إلا أنه خُلِع في عام 888 من قبل النبلاء وانتُخِب آرنولف كارينثيا في فرنجة الشرقية ملكًا.
أشار الضعف المتزايد للسلطة الملكية في فرنجة الشرقية إلى أن دوقات بافاريا وسوابيا وفرنكونيا وساكسونيا ولوثرنغيا تحولوا من نبلاء مُعيّنين إلى حكام وراثيين لمناطقهم. بصورة متزايدة، كان على الملوك التعامل مع ثوراتٍ إقليمية.
في عام 911، كفّ النبلاء الفرنكويون والبافاريون والسوابيون عن اتباع تقليد انتخاب واحدٍ من السلالة الكارولنجية ملكًا يحكم عليهم، وانتخبوا في 10 نوفمبر 911 واحدًا منهم ملكًا جديدًا. ولكون كونراد الأول واحدًا من الدوقات، وجد تأكيد سلطته عليهم أمرًا بالغ الصعوبة. كان دوق ساكسوني هنري الصياد يقود ثورة ضد كونراد الأول حتى عام 915 وكلّف كفاح كونراد الأول ضد آرنولف دوق بافاريا حياته. اختار كونراد الأول من على فراش موته هنري ساكسونيا بصفته الخلف الأكثر كفاءة. تحوّلت الملكية من الفرنجة إلى الساكسونيين، الذين عانوا كثيرًا خلال غزوات شارلمان. كان على هنري، الذي انتُخِب ملكًا فقط من قبل الساكسونيين والفرنكونيين في فريتزلار، أن يقهر دوقاتٍ آخرين وركّز على إقامة جهاز دولة استفاد منه بالكامل ابنه وخَلَفه أوتو الأول. مع وفاته في يوليو 936 حال هنري دون انهيار السلطة الملكية كما كان يحدث في فرنجة الغربية وترك مملكةً أقوى بكثير لخلفه أوتو الأول. بعد تتويج أوتو الأول إمبراطورًا في روما عام 962 بدأ عهد الإمبراطورية الرومانية المقدسة.

## الاصطلاح
يُشير المصطلح أوريينتالز فرانسيا Orientalis Francia  أساسًا إلى فرنكونيا ويشير مصطلح أوريينتالز فرانسي Orientlales Franci  إلى سكانها، الفرنجيي الإثنية الذين كانوا يعيشون شرق الراين. كان استخدام المصطلح بمعنى أوسع -للإشارة إلى المملكة الشرقية- ابتكار محكمة لودفيش الجرماني. ونظرًا لتماهي فرنجة الشرقية مع أستراسيا القديمة، المركز الفرنجي، فقد أشار اختيار لودفيش للمصطلح إلى طموحاته. تحت حكم حفيده، أرنولف، أسقِط المصطلح إلى حد كبير وكانت المملكة تُسمّى باختصار، حينما كان يُشار إليها باسم فرنجة.
حين اقتضت الضرورة، كما في معاهدة بون 921 مع الفرنجة الغربيين، ظهر وصف «الشرقية». يشير هنري الصياد إلى نفسه في المعاهدة بصفته «ملك الفرنجة الشرقيين». بحلول القرن الثاني عشر، باستخدامه الاصطلاح الكارولينجي كان على المؤرخ أوتو رئيس أساقفة فرايزينغ أن يشرح أن «المملكة الشرقية للفرنجة» كانت «تُسمّى الآن مملكة الجرمان».

## الملكيّة
قُسِّمت حقوق المُلك للإمبراطورية الكارولنجية من قبل لويس الورع من على فراش موته بين ابنيه المخلصين، شارل الأصلع ولوثر. لم يتلقّ لودفيش الجرماني، الذي كان يقود ثورةً حينها، أي جواهر للتاج أو كتب شعائرية مرتبطة بالملكية الكارولنجية. وبذلك وُضِعت رموز وشعائر المَلَكية الفرنجية الشرقية من الصفر.
كان لدى مملكة الفرنجية الشرقية منذ تاريخ مبكر مفهومٌ أكثر رسمية لانتخاباتٍ ملكية ما كان لدى فرنجة الغربية. نحو عام 900، وُضع طقس مقابلةٍ رسميةٍ (أوردو Ordo) لتتويج الملك، سمّاه الجرمان الأوائل أوردو Ordo. كان الطقس يطلب من المتوِّج أن يسأل «الأمير المحدَّد» ما إذا كان يرغب بالدفاع عن الكنيسة والشعب وأن يذهب بعدها ويسأل الشعب إذا ما كانوا يرغبون بالخضوع للأمير وإطاعة قوانينه. صرخ الأخيرون، «فيات فيات fiat fiat» (فليكن ذلك)، قانونٌ أصبح في ما بعد يُعرف بـ «الاعتراف». ذلك هو أقدم ترتيب معروف للتتويج يشمل اعترافًا، وأدرِج لاحقًا في البابوية الجرمانية الرومانية ذات النفوذ.
في يونيو 888، عقد الملك آرنولف مجلسًا في مدينة ماينز. كان من ضمن الحضور ثلاثة رؤساء أساقفة من المملكة الفرنجية الشرقية- فيلبيرت من كولن وليوتبيرت من ماينز وراتبود من تريير- ورؤساء الأساقفة ريمز (فولك) الفرنجيون الغربيون وروين (جون الأول) إضافة إلى رؤساء أساقفة بوفا ونويون. وفقًا لوولتر أولمان، كان حضور الفرنجة الغربيين نتيجة (الفكر الكنسي العقيم) في الشرق، وباشر المجلس بتبنّي الأفكار الفرنجية الغربية عن القداسة والمسح بالزيت الملكيين. كانت تلك «المرحلة الأولى من عملية اندماج نصفي الإرث الكارولنجي». في اجتماع كنسي آخر في تريبور عام 895، أعلن الأساقفة أن آرنولف كان قد اختير من قبل الله لا من قبل رجالٍ وأقسم آرنولف بدوره بالدفاع عن الكنيسة وامتيازاتها في وجه جميع أعدائها. مع وفاة آرنولف في عام 899، تُوِّج ابنه القاصر، لودفيش الطفل، لكنه لم يُمسَح ووضع تحت وصاية رئيس أساقفة ماينز هاتو الأول. كان تتويج لودفيش التتويج الأول في التاريخ الألماني. حين توفّي لودفيش في أواخر سبتمبر عام 911، انتُخِب دوق فرنكونيا كونراد ليحلّ محلّه في 10 نوفمبر وأصبح الملك الألماني الأول الذي يتلقى المَسح.

## الكنيسة
كانت الطقوس الأساسية الثلاثة التي التزمت بها الأديرة مع الملك في المملكة الفرنجية الطقس العسكري وتبرعٌ سنويٌّ بالمال أو بالعمل وصلوات من أجل العائلة المالكة والمملكة. من الناحية الجمعية، عُرِفت هذه الطقوس بالمصطلح التقني سيرفيتيوم ريجيسServitium regis  (طقس الملك). وفقًا للدليل الذي يقدّمه بيان طقوس الأديرة، وهو قائمةٌ بأديرةٍ وطقوس التزمت بها أعِدّ نحو عام 817، كانت نفقات الطقس المالي والعسكري أكبر في فرنجة الغربية مما كانت في فرنجة الشرقية. فقد التزمت فقط أربعة أديرة مصنفة على أنها «بعد الراين» (Ultra Rhenum) بهذه الطقوس: لورش وشوتيرن وموندسي وتيغرنسي.